# Trelon Weldon Weil
Pour les articles homonymes, voir Weil.
Trelon Weldon Weil était une entreprise française de confection de boutons, fondée le 1er janvier 1845, à Paris, sous la Monarchie de Juillet.
Spécialisée dans le bouton militaire, elle fabriquait également des boutons d'uniformes de l'administration, de vénerie ou de mode. Son savoir-faire consistait en gravure, estampage, brunissage, tournage.

## Histoire
En 1835, Nicolas Trelon et Louis Langlois-Sauer fondent la société Trelon et Langlois-Sauer. En 1841, la maison Trelon et Langlois-Sauer s'associe à M. Weldon.
Henry-Marsch Weldon, Nicolas Trelon et Louis Weil constituent en 1845 la société en nom collectif Trelon, Weldon, Weil (TWW). Durant la Guerre de Sécession, TWW fournit les troupes fédérées et confédérées en boutons.
En 1865, TWW devient Trelon-Weldon-Weil Hartog et Marchand (TWW HM). En 1904, la société Trelon devient Coinderoux.
La société Coinderoux est placée en liquidation judiciaire en 2007 tandis que la marque fait l'objet d'un dépôt à l'INPI.
La société Janvier Gruson Prat fait subsister depuis la marque Coinderoux et le savoir-faire développé au XIXe siècle par TWW,. Cette société est labellisée "Entreprise du Patrimoine Vivant".

## Ateliers et magasins
En 1845, la fabrique et le siège principal de la société se trouvaient au 33 rue de Chabrol à Paris et au 13 bis rue de Laborde. La boutique était installée au 29 rue Grenéta.
Fin XIXe, l'entreprise possédait une fabrique au 246 rue Berry-Saint Antoine, un magasin au 14 bis boulevard Poissonnière.
En 1966, la société s'installe à Ivry-sur-Seine.
Depuis 1999, et toujours présente fin 2023, une fabrique est établie à Savigny-le-Temple, rue de l'Etain.
Un magasin existe en 2015 dans l’hôtel de Sabran, situé au 17 rue Pastourelle à Paris.
En 2024, le site internet de l'entreprise donne pour être un nouveau "showroom" le magasin situé 3 rue de Saintonge à Paris dans le 3e arrondissement.